# Межмашинное взаимодействие
Межмашинное взаимодействие (машинно-машинное взаимодействие, англ. Machine-to-Machine, M2M) — общее название технологий, которые позволяют машинам обмениваться информацией друг с другом, или же передавать её в одностороннем порядке. Это могут быть проводные и беспроводные системы мониторинга датчиков или каких-либо параметров устройств (температура, уровень запасов, местоположение и т. д.). К примеру, банкоматы или платёжные терминалы могут автоматически передавать информацию по GSM-сетям, а также если у них закончилась чековая бумага или наличность, или же наоборот, что наличности слишком много и требуется приезд инкассаторов. M2M также активно используется в системах безопасности и охраны, вендинге, системах здравоохранения, промышленных телеметрических системах (производство, энергетика, ЖКХ и др.) и системах позиционирования подвижных объектов на основе систем ГЛОНАСС/GPS. Одним из подклассов M2M является межмашинное взаимодействие с использованием мобильных решений, для него также может использоваться аббревиатура M2M (англ. Mobile-to-Mobile).

## История
Одной из первых разработок в области мобильного межмашинного взаимодействия является OmniTRACS — решение Qualcomm разработанное в 1989 году для отслеживания коммерческого транспорта.
Основными операторами, обеспечивающими мобильное межмашинное взаимодействие в Азии по данным ABI Research в настоящее время являются: NTT DoCoMo в Японии, Korea Telecom и China Mobile. В Европе крупнейшими операторами является Telefonica в Испании, Telenor (Скандинавия), Orange Business Services (входит в France Telecom) и Vodafone. Все четыре основных сотовых оператора в Северной Америки Америке (Verizon Wireless (с которым работает OnStar), AT&T, Sprint и T-Mobile) предлагают своим клиентам решения M2M. Дополнительно к ним на рынке работают альтернативные поставщики услуг, такие как Kore Telematics и Numerex. AT&T — первый оператор, абонентская база которого к концу 2010 года приблизилась к 10 млн устройств. По данным Berg Insight, Швеция — наиболее зрелый рынок М2М в Европе. Если в Европе 3 % проникновение М2М SIM-карт, то в Швеции уровень проникновения составляет 17,9 %, Норвегии — 9 %, Дании — 7 %. Основная часть подключений M2M устройств в данных странах приходится на счётчики.

## Область применения
Применяется в медицине, обеспечении безопасности, в телематических системах, в платёжных системах, в навигации, АСУ ТП, в системах категории «умный дом», в целях обеспечения «электронного правительства», системах контроля и учёта энергоресурсов.

## Мировой рынок
Согласно отчёту, подготовленному аналитиками Berg Insight, число M2M-подключений к сетям мобильной связи во всём мире выросло на 37 % в 2011 году и достигло 108,0 млн. Азиатско-Тихоокеанский регион показал наибольший рост в 64 % год к году, число абонентов в этом регионе выросло до 34.5 млн на конец 2011 года. Рынки Европы и Северной Америки росли на 27 % каждый, число подключений составило 32.3 млн и 29.3 млн, соответственно. В ближайшие пять лет, общий рост M2M подключений продолжится со среднегодовой скоростью 27,2 %, так что к 2016 году в мире число M2M подключений прогнозируется на уровне 359,3 млн.
По оценкам Harbor Research на конец 2010 года в мире насчитывалось несколько десятков миллиардов так называемых умных устройств (smart devices) — электронных машин, способных взаимодействовать между собой.
Некоторая часть стационарного оборудования (в общей сложности это около 5 млрд устройств) и все мобильное оборудование (около 250 млн устройств) взаимодействуют между собой с использованием мобильных технологий M2M. Аналитики Harbor Research оценивают общее число мобильных подключений таких устройств в 2010 году на уровне 160 млн. Они прогнозируют, что к 2014 году число беспроводных соединений М2М вырастет в 2,5 раза — до 490 млн. При этом в настоящее время значительная часть подключений (более 40 %) приходится на Европу, где рынок мобильного M2M наиболее развит. К 2014 году доля европейских стран в общем числе соединений сократится за счёт роста рынка в других регионах. Harbor Research оценивает общий размер мирового рынка M2M решений в 2010 году на уровне 6 млрд долларов. Значительная его часть (более 2,5 млрд долларов) приходится на потребительскую электронику. Размер рынка M2M на транспорте оценивается почти в 1 млрд долларов. По оценкам аналитиков к 2014 году размер рынка M2M достигнет 16 млрд долларов (рост по сравнению с 2010 годом в 2,7 раза). Самыми быстрыми темпами (среднегодовые темпы роста за рассматриваемый период 29 %) будет расти сегмент потребительской телематики, самыми низкими (в среднем на 20 % в год) — M2M на автотранспорте. Схожие оценки рынка M2M дают и аналитики Berg Insight. По их данным в 2010 году 2 % мобильного трафика передачи данных в мире приходилось на M2M. Количество соединений M2M, осуществленных через сети мобильных операторов, увеличилось за год на 46 процентов до 81,4 млн. В ближайшие пять лет аналитики данного агентства прогнозируют среднегодовые темпы роста рынка на уровне 32 %. По их оценкам к 2015 году общее число мобильных соединений M2M достигнет 294 млн. К этому году доля трафика передачи данных M2M в мобильных сетях составит 4%.
Важной проблемой современного рынка M2M является безопасность такого типа взаимодействия. К сожалению, о ней создатели подобных устройств думают далеко не в первую очередь, ставя на первое место практичность и удобство применения.

### М2М в России
Первые внедрения межмашинного взаимодействия в России относятся к банковской отрасли, использовавшей радиосвязь в банкоматах. Значительный толчок сегменту M2M придал начавший формироваться с начала 2000 годов рынки платёжных терминалов и систем позиционирования на основе GPS/ГЛОНАСС. В начале 2000-х годов у операторов мобильной связи начали появляться специальные тарифы для подобных услуг, к началу 2010-х годов полный спектр тарифов на услуги мобильного межмашинного взаимодействия представлен в продуктовой линейке всех крупнейших операторов мобильной связи). По данным МТС, общее число устройств на тарифах для M2M у этой компании составило в 2010 году 530 тыс. и выросло за год на 105 %. В первое полугодие 2012 года количество SIM-карт МТС, используемых в М2М-решениях, в России за год, по сравнению с первым полугодием 2011 года, выросло в 1,8 раза до 1,45 млн. По оценкам оператора он занимает порядка 48 % рынка М2М. Так же услуги в области M2M предлагают и ряд специализированных системных интеграторов.
В 2010—2012 годах главными драйверами рынка мобильного межмашинного взаимодействия были внедрение ГЛОНАСС/GPS систем на пассажирском, спецтранспорте и сегменте грузовых перевозок, сегмент электронных платёжных систем и потребительский сегмент (в первую очередь навигаторы с функцией мониторинга пробок). Быстро росли и другие сегменты M2M (промышленность и энергетика, умное страхование), но пока в них число подключений небольшое, и они оказывают слабое влияние на рынок в целом. В 2010 году объём рынка M2M составил 1,5 млн устройств. По оценкам аналитиков в 2011 году число устройств M2M, подключённых к мобильным сетям операторов в России выросло на 891 тыс. достигнув 2,4 млн или 1,2 % от общего числа активных абонентов мобильной связи, а по итогам 2012 года может вырасти ещё на 62,5 % достигнув 3,9 млн устройств.
По оценкам «Директ ИНФО», общий размер российского рынка M2M  составил в 2016 году 17,9 млн. устройств и вырос по сравнению с 2015 годом на 42%. К 2021 году общее число M2M соединений вырастет до 79,5 млн., а к 2026 году – 164,7 млн. Общий потенциал российского рынка оценивается на уровне 0,5 млрд. устройств.